# 达尔马瓦拉姆
达尔马瓦拉姆（Dharmavaram），是印度安得拉邦Anantapur县的一个城镇。总人口103400（2001年）。

## 人口
该地2001年总人口103400人，其中男性52799人，女性50601人；0—6岁人口13205人，其中男6774人，女6431人；识字率55.54%，其中男性为65.15%，女性为45.51%。